# Жоравка
Жора́вка — село в Україні, в Яготинській міській громаді Бориспільського району Київської області. Населення становить 500 осіб. Кількість дворів — 447. Площа населеного пункту — 228,5 га.
Храм — на Успіння Божої Матері, 28 серпня.

## Географія
Розташоване за 30 км від центру громади і за 110 км від обласного центру — м. Києва.
Селом протікає річка Жоравське Озеро, яка впадає у річку Оржицю.

## Історія
Заселення села Жоравка пов'язано з Переяславським Михайлівським монастирем. Настоятель монастиря ігумен Дамаскін Богуславський, дбаючи про міцність подарованих маєтків, звернувся до Переяславського полковника Степана Томари за універсалом про охорону. Полковник у проханні не відмовив і 13 грудня 1716 р. видав універсал, у якому йшлося: «Свято-Миколаївській обителі дарувати греблю на річці Журавці в степу Яготинському».
Село Жоравка законно закріплене як поселення 20 грудня 1685. Назва села походить від річки Журавка.
До освячення храму Жоравка була приписана до церкви Успіння Богородиці в Годунівці.
Селище є на мапі 1816 року як Журавка.
1816 у селі змуровано Воскресенську церкву, при якій відкрито бібліотеку та 2 школи грамоти. 
Станом на 1859 рік - "деревня" Жоравка(Журавка), 100 дворів, 817 жителів.
З 1865 Жоравка — офіційно волосне містечко, де найбільш розвинутими були села Лемешівка і Годунівка, які славилися своїми винокурнями і млинами. 1903 в с. Жоравка з добротного матеріалу збудовано церковно-приходську школу. 1915 біля школи збудовано приміщення волосної управи, після революції тут розмістилася сільська рада, згодом приміщення було передано школі, де був навчальний клас, актовий клас зі сценою, кімната для вчителів.
З 1917 — у складі УНР. З 1921 — комуністичний режим.
1929 комуністи почали терор проти приватного господаря, у селі сколотили два колгоспи: ім. Сталіна (перший голова — Власенко Семен Іванович) та ім. Шевченка (перший голова — Шкурат Іван Корнійович).

Важким випробуванням для Жоравчан був комуністичний геноциду 1932—1933 — 728 жителів села загинули і були поховані в братській могилі, де нині встановлено пам'ятник жертвам голодомору.
Після Другої світової війни директором школи призначено Босак Петра Трохимовича. Упродовж 1955—1975 очолював школу директор Пальчик Микола Антонович. За його керівництва відремонтоване приміщення школи. Із середини 1960-х років школа почала функціонувати як восьмирічна школа, середня наповнюваність класів була 20 учнів.
У 1950 р. головою колгоспу став Ковальчук Михайло Каленикович. З 1970 р. об'єднано села Годунівка та Жоравка і головою колгоспу обрано Бондар Василя Івановича. В 1989 р. головою колгоспу обрано Реготун Микола Іванович, який до цього працював головним агрономом в с. Богданівка Яготинського району. За час його роботи було зроблено вагомий внесок у розвиток села та місцевого господарства, реконструйовано зернотік, збудовано нову школу, дитсадок, житло для працівників, ФАП, контору, прокладено водопровід, асфальтовано дороги, побудовано нову ферму.
Вороний Георгій Феодосович (1868—1908) — народився і похований в Жоравці. Видатний український математик, член Російської академії наук (1907), професор Варшавського університету. Ініціатор (разом з М. Драгомановим) створення в Києві недільних шкіл для робітничої молоді. Вів активний науковий і громадський діалог та листування з О. Пчілкою, І. Нечуй-Левицьким, Г. Галаганом. Працював головним чином в області теорії чисел. Термін «діаграма Вороного» був введений в теоретичну комп'ютерну науку в середині 1970-х років.

## Сучасний стан
1990 р. у зв'язку з переселенням в с. Жоравку людей, які постраждали внаслідок аварії на ЧАЕС, у селі розпочато будівництво нової школи. З 1 вересня 1991 Жоравська ЗОШ стала функціонувати як середня. Новобудову прийняв новий директор школи Литовченко Світлана Миколаївна, яка має вищу кваліфікаційну категорію, звання «Старший вчитель», а 2000 нагороджена знаком «Відмінник освіти України».
У 1991 р. село газифіковано за підтримки голови місцевоï сільради  Реготуна Миколи Івановича. Централізоване водопостачання, теплопостачання обслуговує громадські будівлі в центральній частині села. В цьому ж році до села переселено 50 сімей з Поліського району (зони ЧАЕС), для яких збудовано нову вулицю із двоповерхових будинків з усіма зручностями. Протягом багатьох років передовиками виробництва були Коваленко Петро Михайлович, Бережний Володимир Петрович, Коротун Михайло Андрійович, Опанасенко Валентина Петрівна, Деркач Ніна Миколаївна, Климович Катерина Панкратівна, Піщенко Олег Миколайович.
На сьогодні на території села веде виробництво ТОВ «Жоравське». на підприємстві працюють 123 робітники. ТОВ займається виробництвом сільськогосподарської продукції, вирощуванням зернових культур та цукрового буряку в оренді має близько 1500 га землі, розвивається тваринництво. на території села працює 8 торговельних закладів. У селі працюють сільська рада, дитячий садок, фельдшерський пункт, функціонують відділення зв'язку, філія Ощадбанку, сільський Будинок культури на 250 місць, бібліотека.

## Населення
Згідно з переписом УРСР 1989 року чисельність наявного населення села становила 589 осіб, з яких 240 чоловіків та 349 жінок.
За переписом населення України 2001 року в селі мешкали 672 особи.

### Мова
Розподіл населення за рідною мовою за даними перепису 2001 року:
| Мова       | Кількість | Відсоток |
| ---------- | --------- | -------- |
| українська | 669       | 99.11%   |
| російська  | 4         | 0.59%    |
| білоруська | 2         | 0.30%    |
| Усього     | 675       | 100%     |

## Постаті
- Козубенко Ксенофонт Іванович (1896–1942) –  історик, педагог, літературознавець, філолог; випускник та викладач Полтавського інституту народної освіти.
- Козубенко Василь Овсійович (1899—1971) — вчений-селекціонер радянських часів, лауреат Ленінської премії, доктор сільськогосподарських наук, професор, Герой Соціалістичної Праці.

## Зображення

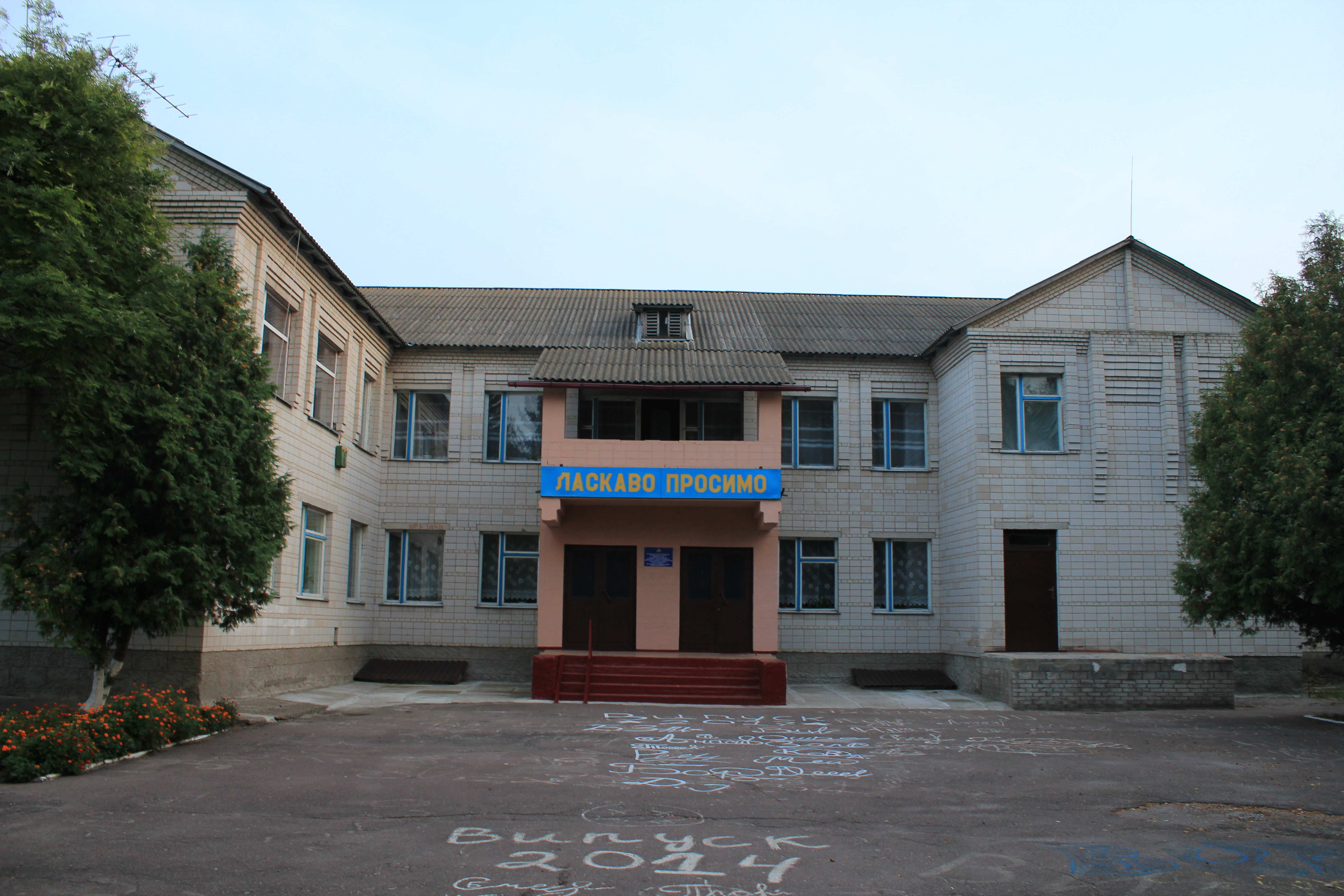
Жоравська ЗОШ
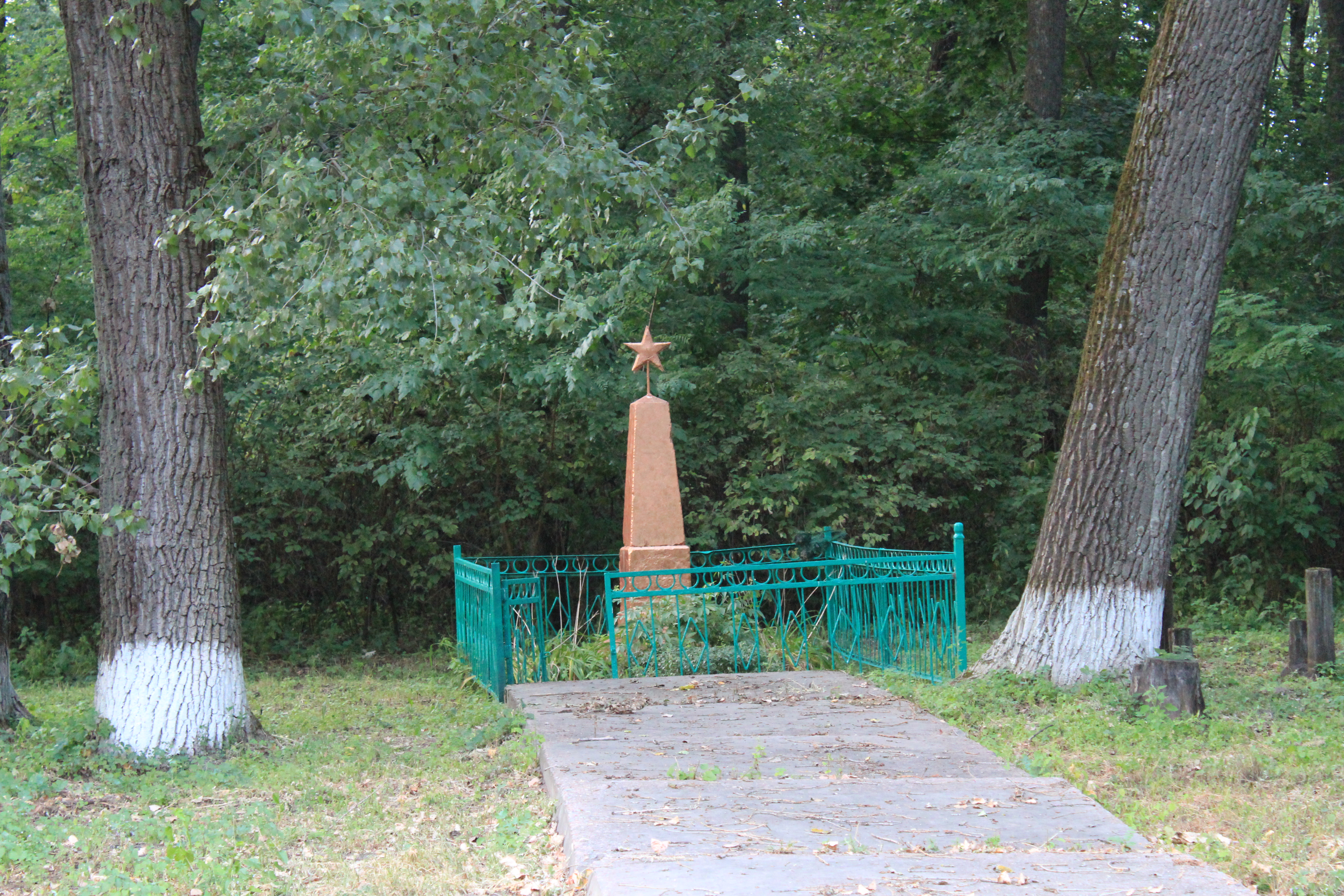
Могила невідомого солдата
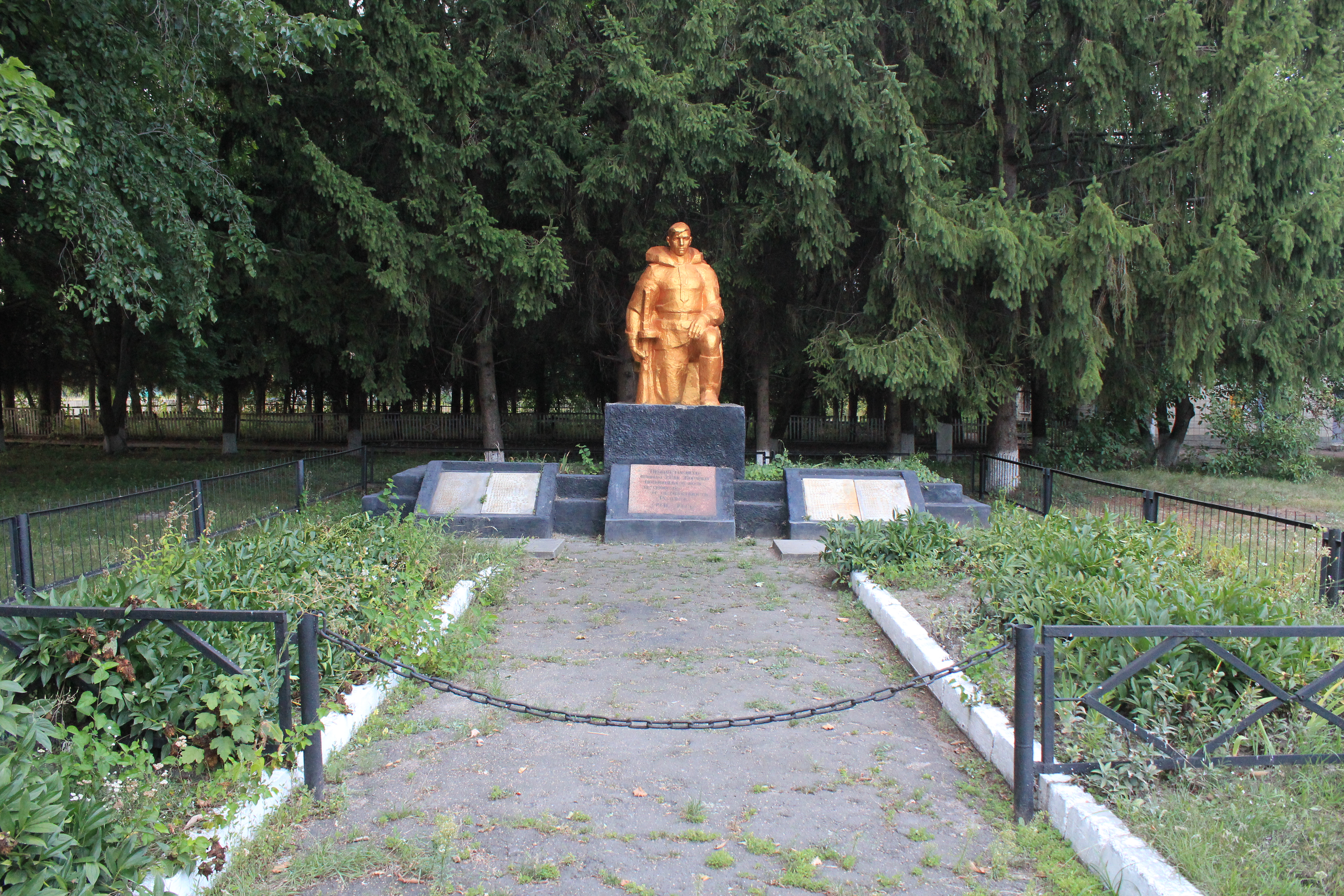
Братська могила воїнів Радянської Армії
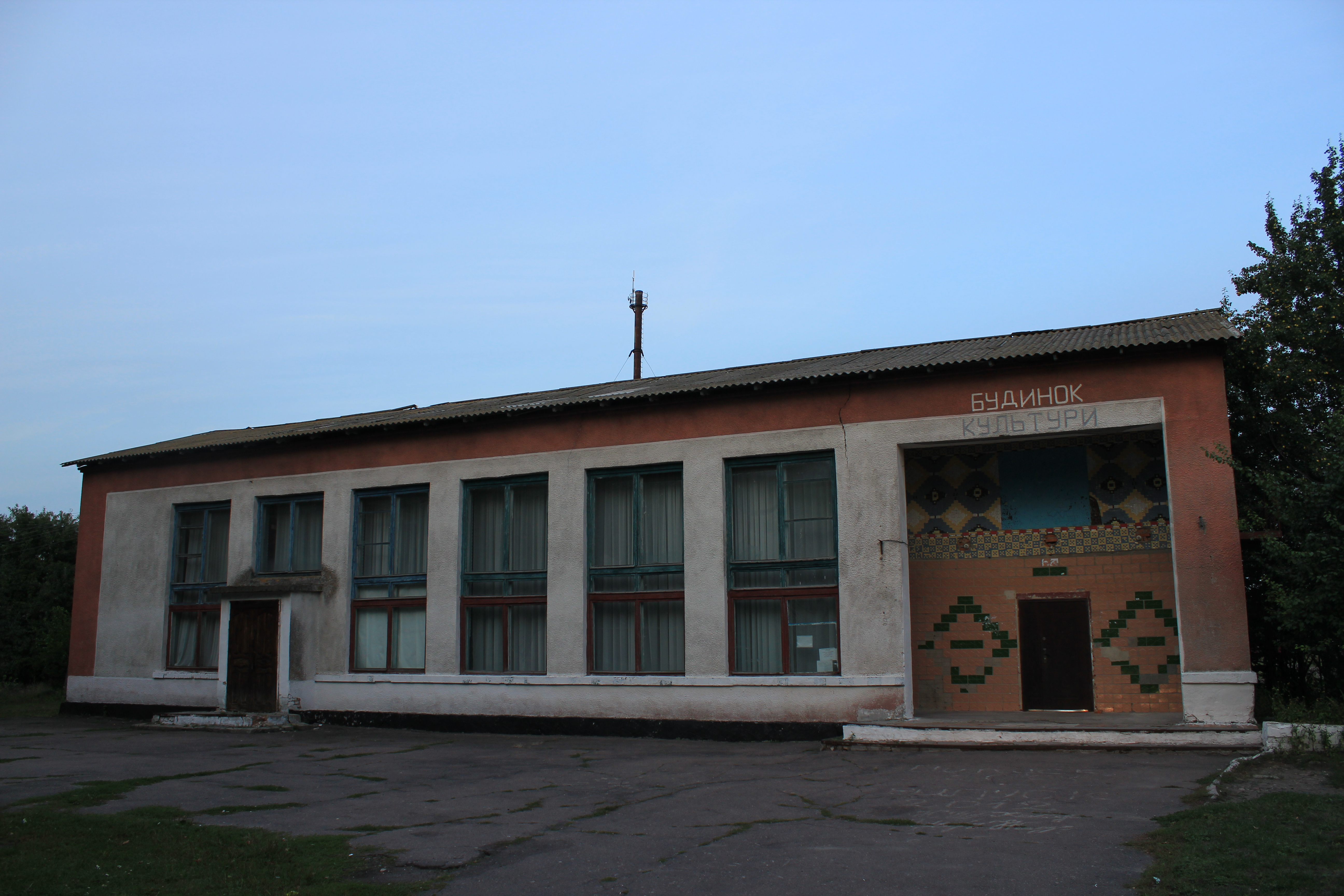
Будинок культури